# Coppa delle nazioni africane 2013
La Coppa delle nazioni africane 2013, o Orange Africa Cup of Nations 2013 per ragioni di sponsorizzazione, nota anche come Sudafrica 2013, è stata la 29ª edizione di questo torneo di calcio continentale per squadre nazionali maggiori maschili (spesso detto Coppa d'Africa) organizzato dalla CAF e la cui fase finale si è svolta in Sudafrica dal 19 gennaio al 10 febbraio 2013.
Contro l'abituale cadenza biennale della competizione, questa edizione arriva a un solo anno dalla precedente, in maniera tale da consentire lo spostamento dagli anni pari agli anni dispari delle fasi finali di quelle future. Per la terza volta nella sua storia è stata la Nigeria a trionfare, che ha battuto nella finale disputata allo FNB Stadium di Johannesburg il Burkina Faso per 1-0. Le Super Eagles si sono qualificate così alla successiva FIFA Confederations Cup 2013 che si è tenuta in Brasile.

## Qualificazioni
Il Sudafrica è stata ammesso di diritto alla fase finale in quanto paese organizzatore.
I rimanenti quindici posti sono stati assegnati tramite un percorso di qualificazione che ha visto la partecipazione di 46 nazionali e lo svolgimento di 60 incontri tra l'8 gennaio e il 14 ottobre 2012.
Il sorteggio del turno preliminare e del primo turno di qualificazione si è tenuto a Malabo, in Guinea Equatoriale, il 28 ottobre 2011 mentre il sorteggio per il secondo turno si è tenuto a Johannesburg, in Sudafrica, il 5 luglio 2012.

## Immagine del torneo

### Pallone
"Katlego", il pallone prodotto dall'Adidas appositamente per il torneo, quarto creato dall'azienda tedesca per la Coppa d'Africa, è stato presentato a Durban il 24 ottobre 2012, in occasione dei sorteggi dei gironi della fase finale.
Il nome, che significa "successo" in lingua sesotho, è stato scelto con una votazione su internet vincendo sui nomi "Khanya" e "Motswako".
Il pallone ha un colore giallo brillante e presenta decorazioni ispirate alla tradizione artistica del Sudafrica, con i colori di base che richiamano la bandiera nazionale. Ha la stessa struttura del Tango 12, pallone ufficiale di Euro 2012.

### Mascotte
La mascotte ufficiale dell'evento è stata svelata anch'essa il 24 ottobre 2012.
Chiamata Takuma, consiste in un ippopotamo antropomorfo che indossa una divisa gialla. L'animale è stato scelto come simbolo della forza del Paese.
Il suo nome nasce dall'abbreviazione del termine "ntakukuma", che significa "perseverare" in alcuni dialetti locali.
L'ideatore di Takuma è Tumelo Nkoana, bambino di una scuola primaria di Hammanskraal.

## Scelta della sede
Le candidature per ospitare l'edizione del 2013 del torneo sono state le stesse delle due edizioni precedenti; le federazioni erano le seguenti:
- Angola
- Gabon e  Guinea Equatoriale (candidatura congiunta)
- Libia

Il 4 settembre 2006 la CAF assegnò le tre edizioni e la Libia riuscì ad aggiudicarsi l'organizzazione della fase finale di questa edizione della competizione.
In seguito allo scoppio della guerra civile libica nel 2011, la CAF il 28 settembre dello stesso anno decise uno scambio di edizioni: il Sudafrica ospiterà quella del 2013 mentre la Libia sarà sede del torneo nel 2017.

## Stadi
La lista delle cinque città che ospitano le partite della Coppa d'Africa 2013 è stata ufficializzata dalla CAF il 4 maggio 2012, dopo che l'annuncio, previsto per il 30 marzo, era stato rimandato prima al 4 aprile, poi al 20 aprile ed infine al 3 maggio.
Gli stadi scelti ad ospitare l'evento sono cinque tra quelli che hanno già ospitato il Mondiale del 2010, in quanto la South African Football Association aveva già ristretto la scelta a quelli che avevano ospitato la rassegna mondiale.
La partita inaugurale e la finale del torneo saranno ospitate dal FNB Stadium di Johannesburg.
| FNB Stadium                                                                                            | FNB Stadium                                         | Nelson Mandela Bay Stadium                          | Nelson Mandela Bay Stadium                          | Moses Mabhida Stadium                               | Moses Mabhida Stadium                               |
| --- | --------------------------------------------------- | --------------------------------------------------- | --------------------------------------------------- | --------------------------------------------------- | --------------------------------------------------- |
| Località: Johannesburg                                                                                 | Località: Johannesburg                              | Località: Port Elizabeth                            | Località: Port Elizabeth                            | Località: Durban                                    | Località: Durban                                    |
| Coordinate geografiche: 26°14′05.27″S 27°58′56.47″E                                                    | Coordinate geografiche: 26°14′05.27″S 27°58′56.47″E | Coordinate geografiche: 33°56′16″S 25°35′56″E       | Coordinate geografiche: 33°56′16″S 25°35′56″E       | Coordinate geografiche: 29°49′46″S 31°01′49″E       | Coordinate geografiche: 29°49′46″S 31°01′49″E       |
| Altitudine: 1753 m s.l.m.                                                                              | Altitudine: 1753 m s.l.m.                           | Altitudine: 0 m s.l.m.                              | Altitudine: 0 m s.l.m.                              | Altitudine: 0 m s.l.m.                              | Altitudine: 0 m s.l.m.                              |
| Capienza: 88 460                                                                                       | Capienza: 88 460                                    | Capienza: 42 486                                    | Capienza: 42 486                                    | Capienza: 62 760                                    | Capienza: 62 760                                    |
| |                                                     |                                                     |                                                     |                                                     |                                                     |
| Johannesburg Durban · Port Elizabeth Rustenburg NelspruitCoppa delle nazioni africane 2013 (Sudafrica) |                                                     |                                                     |                                                     |                                                     |                                                     |
| Mbombela Stadium                                                                                       | Mbombela Stadium                                    | Mbombela Stadium                                    | Royal Bafokeng Stadium                              | Royal Bafokeng Stadium                              | Royal Bafokeng Stadium                              |
| Località: Nelspruit                                                                                    | Località: Nelspruit                                 | Località: Nelspruit                                 | Località: Rustenburg                                | Località: Rustenburg                                | Località: Rustenburg                                |
| Coordinate geografiche: 25°27′42.19″S 30°55′46.88″E                                                    | Coordinate geografiche: 25°27′42.19″S 30°55′46.88″E | Coordinate geografiche: 25°27′42.19″S 30°55′46.88″E | Coordinate geografiche: 25°34′42.96″S 27°09′38.52″E | Coordinate geografiche: 25°34′42.96″S 27°09′38.52″E | Coordinate geografiche: 25°34′42.96″S 27°09′38.52″E |
| Altitudine: 660 m s.l.m.                                                                               | Altitudine: 660 m s.l.m.                            | Altitudine: 660 m s.l.m.                            | Altitudine: 1500 m s.l.m.                           | Altitudine: 1500 m s.l.m.                           | Altitudine: 1500 m s.l.m.                           |
| Capienza: 40 929                                                                                       | Capienza: 40 929                                    | Capienza: 40 929                                    | Capienza: 38 646                                    | Capienza: 38 646                                    | Capienza: 38 646                                    |
| |                                                     |                                                     |                                                     |                                                     |                                                     |

## Squadre partecipanti
| Pr. | Squadra        | Data di qualificazione certa | Partecipante in quanto                                         | Ultima presenza               |
| --- | -------------- | ---------------------------- | -------------------------------------------------------------- | ----------------------------- |
| 1   | Sudafrica      | 28 settembre 2011            | Rappresentativa della nazione organizzatrice della fase finale | Ghana 2008                    |
| 2   | Ghana          | 13 ottobre 2012              | Vincitrice contro il Malawi                                    | Gabon-Guinea Equatoriale 2012 |
| 3   | Mali           | 13 ottobre 2012              | Vincitrice contro il Botswana                                  | Gabon-Guinea Equatoriale 2012 |
| 4   | Zambia         | 13 ottobre 2012              | Vincitrice contro l'Uganda                                     | Gabon-Guinea Equatoriale 2012 |
| 5   | Nigeria        | 13 ottobre 2012              | Vincitrice contro la Liberia                                   | Angola 2010                   |
| 6   | Tunisia        | 13 ottobre 2012              | Vincitrice contro la Sierra Leone                              | Gabon-Guinea Equatoriale 2012 |
| 7   | Costa d'Avorio | 13 ottobre 2012              | Vincitrice contro il Senegal                                   | Gabon-Guinea Equatoriale 2012 |
| 8   | Marocco        | 13 ottobre 2012              | Vincitrice contro il Mozambico                                 | Gabon-Guinea Equatoriale 2012 |
| 9   | Etiopia        | 14 ottobre 2012              | Vincitrice contro il Sudan                                     | Libia 1982                    |
| 10  | Capo Verde     | 14 ottobre 2012              | Vincitrice contro il Camerun                                   | Esordiente                    |
| 11  | Angola         | 14 ottobre 2012              | Vincitrice contro lo Zimbabwe                                  | Gabon-Guinea Equatoriale 2012 |
| 12  | Niger          | 14 ottobre 2012              | Vincitrice contro la Guinea                                    | Gabon-Guinea Equatoriale 2012 |
| 13  | Togo           | 14 ottobre 2012              | Vincitrice contro il Gabon                                     | Egitto 2006                   |
| 14  | RD del Congo   | 14 ottobre 2012              | Vincitrice contro la Guinea Equatoriale                        | Egitto 2006                   |
| 15  | Burkina Faso   | 14 ottobre 2012              | Vincitrice contro la Rep. Centrafricana                        | Gabon-Guinea Equatoriale 2012 |
| 16  | Algeria        | 14 ottobre 2012              | Vincitrice contro la Libia                                     | Angola 2010                   |

## Sorteggio dei gruppi
Il sorteggio per stabilire i gruppi della fase finale, previsto in origine per il 26 ottobre, si è tenuto a Durban il 24 ottobre 2012. Le posizioni A1 e C1 sono state assegnate rispettivamente alla nazione organizzatrice (Sudafrica) e alla detentrice del trofeo (Zambia). Le restanti 14 squadre sono state classificate in base ai risultati ottenuti nelle ultime tre edizioni della Coppa delle Nazioni Africane. È stato adottato il seguente sistema di punteggio:
- vincitore: 7 punti;
- finalista: 5 punti;
- semifinaliste: 3 punti;
- 5-8 classificate: 1 punto.

I punteggi sono stati moltiplicati per un coefficiente assegnato a ciascuna edizione:
- edizione 2012: ×3
- edizione 2010: ×2
- edizione 2008: ×1

In caso di parità di punteggio tra due squadre, le posizioni in classifica verranno determinate prendendo in considerazione i punti ottenuti durante le tre edizioni del torneo. Le squadre sono state suddivise in quattro urne. I gruppi sorteggiati sono composti da quattro squadre, ciascuna di urne diverse.
| Urna 1                                                                                          | Urna 2                                                            | Urna 3                                                                 | Urna 4                                                                   |
| ----------------------------------------------------------------------------------------------- | ----------------------------------------------------------------- | ---------------------------------------------------------------------- | ------------------------------------------------------------------------ |
| Sudafrica (organizzatrice, A1) Zambia (detentrice, C1) Ghana (22 p.ti) Costa d'Avorio (22 p.ti) | Mali (12 p.ti) Tunisia (10 p.ti) Angola (9 p.ti) Nigeria (8 p.ti) | Algeria (6 p.ti) Burkina Faso (5 p.ti) Marocco (4 p.ti) Niger (3 p.ti) | Togo (2 p.ti) Capo Verde (0 p.ti) RD del Congo (0 p.ti) Etiopia (0 p.ti) |

| Gruppo A   | Gruppo B     | Gruppo C     | Gruppo D       |
| ---------- | ------------ | ------------ | -------------- |
| Sudafrica  | Ghana        | Zambia       | Costa d'Avorio |
| Angola     | Mali         | Nigeria      | Tunisia        |
| Marocco    | Niger        | Burkina Faso | Algeria        |
| Capo Verde | RD del Congo | Etiopia      | Togo           |

## Arbitri
Qui di seguito è riportata la lista degli arbitri e degli assistenti scelti per la manifestazione.
| Arbitri | Assistenti |
| --- | --- |
| Mohamed Benouza Djamel Haimoudi Neant Alioum Noumandiez Doué Gehad Grisha Eric Otogo-Castane Bakary Papa Gassama Sylvester Kirwa Hamada Nampiandraza Koman Coulibaly Ali Lemghaifry Rajindraparsad Seechurn Bouchaïb El Ahrach Badara Diatta Bernard Camille Daniel Bennett Slim Jedidi Janny Sikazwe | Albdelhak Etchiali Jerson Emiliano Dos Santos Jean-Claude Birumushahu Evarist Menkouande Yanoussa Moussa Songuifolo Yeo Angesom Ogbamariam Theophile Vinga Alidu Salifu Malick Marwa Range Balla Diarra Redouane Achik Arsénio Chadreque Marengula Peter Edibe Felicien Kabanda Djibril Camara Malick Samba El Hadji Waleed Ahmed Ali Zakhele Siwela Bechir Hassani Anouar Hmila |

## Convocazioni
Le federazioni nazionali hanno avuto tempo fino alle ore 24:00 GMT del 9 gennaio 2013 per presentare alla CAF le liste ufficiali, composte da 23 giocatori di cui 3 portieri.
Fino a ventiquattro ore prima della partita d'esordio della squadra alla Coppa d'Africa, era ancora ammessa la possibilità di sostituire uno o più convocati in caso di loro grave infortunio, tale cioè da impedire la disputa dell'intera fase finale.
In caso una federazione avesse registrato la propria lista dopo il 12 gennaio 2013, le sarebbe stato permesso di partecipare solo con 21 giocatori, oltre ad essere sanzionata con una multa di $ 10 000.

## Andamento del torneo

### Fase a gironi

#### Gruppo A

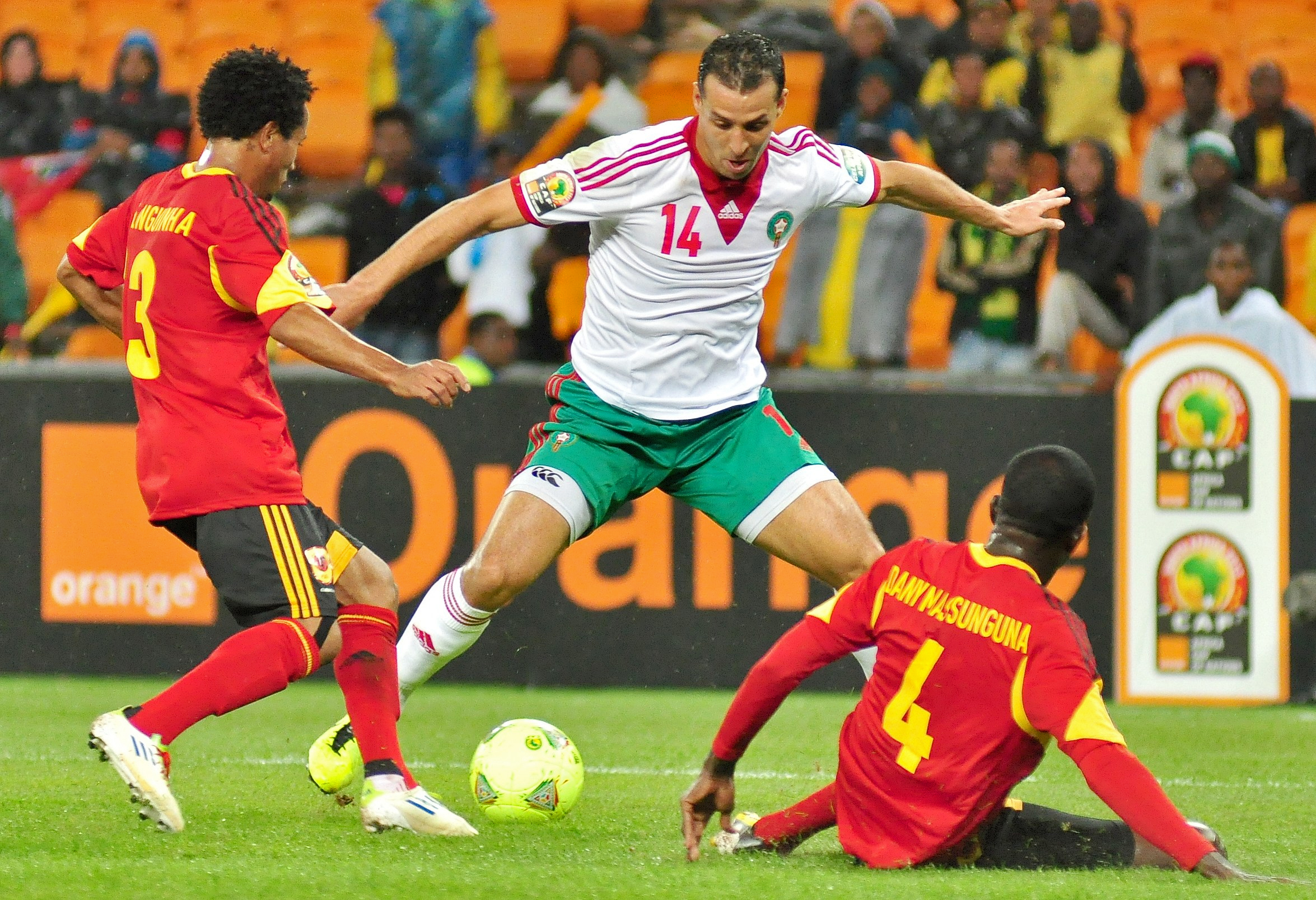
Un'azione di gioco della seconda gara del torneo, tra l' e il.

Nella gara d'apertura del torneo i padroni di casa del Sudafrica pareggiano per 0-0 con il Capo Verde, esordiente assoluto nel torneo; stesso risultato nell'altro incontro fra Angola e Marocco. Nella seconda giornata i Bafana Bafana sconfiggono i rivali angolani per 2-0, portandosi in testa al girone, mentre Marocco e Capo Verde non vanno oltre l'1-1. Nell'ultima giornata il Sudafrica strappa al Marocco il pareggio per 2-2 negli ultimi minuti, conquistando il pass per i quarti di finale; in contemporanea i Tubarões Azuis riescono a battere per 2-1 le Palancas Negras grazie al gol all'ultimo minuto di Héldon che vale la qualificazione per la selezione capoverdiana e l'eliminazione dei Leoni dell'Atlante.

#### Gruppo B
Nel primo incontro del gruppo il Ghana viene fermato sul 2-2 dalla RD del Congo, mentre nell'altro match il Mali, terzo classificato nella precedente edizione, sconfigge il Niger con un gol del capitano Seydou Keita. Nella giornata successiva i ghanesi battono i maliani grazie al rigore di Mubarak Wakaso mentre le selezioni nigerina e congolese si fermano sullo 0-0. L'ultima giornata non vede stravolgimenti in classifica: il Ghana, battendo per 3-0 il Niger, vince il girone e il Mali, pareggiando per 1-1 con la RD del Congo, supera il primo turno come secondo classificato.

#### Gruppo C
In questo gruppo la prima giornata vede ben due 1-1. Il primo tra i campioni in carica dello Zambia e l'Etiopia, l'altro tra Nigeria e Burkina Faso. Nella seconda giornata Zambia e Nigeria pareggiano, con il portiere zambiano Mweene protagonista: prima para un calcio di rigore, poi ne segna uno lui stesso, fissando il risultato sull'1-1; nell'altro match vittoria netta del Burkina Faso che vince 4-0 sull'Etiopia con i gol di Alain Traoré (2), Djakaridja Koné e Jonathan Pitroipa. Nell'ultima giornata Les Etalons fermano sullo 0-0 i Chipolopolo che sono costretti così a lasciare il torneo, nell'altro incontro le Super Eagles vincono 2-0 sull'Etiopia con 2 rigori trasformati da Victor Moses, accedendo così ai quarti di finale come seconde classificate. In particolare, in occasione del secondo rigore, il portiere etiope Sisay Bancha viene espulso per somma di ammonizioni, e sostituito tra i pali dall'attaccante Saladin Said, a causa dell'esaurimento delle sostituzioni da parte del CT etiope Bishaw.

#### Gruppo D

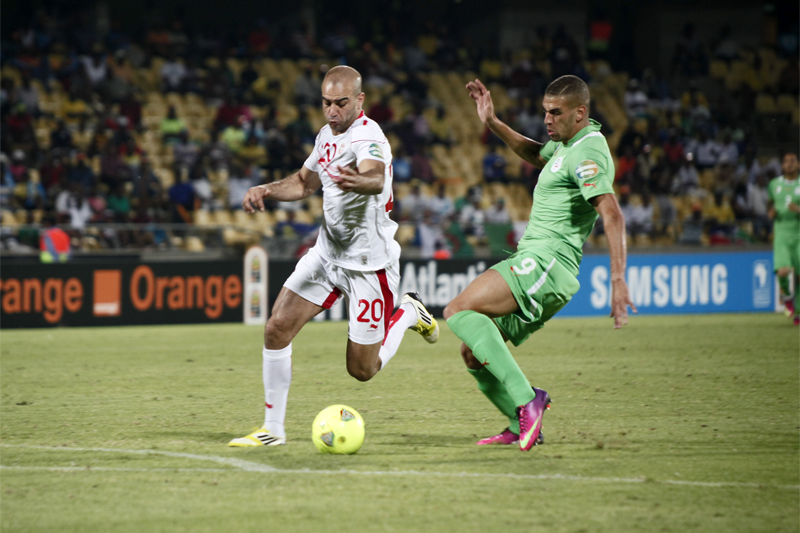
La contro l', derby terminato 1-0 per le Aquile di Cartagine.

Nella prima giornata la Costa d'Avorio, grande favorita per la vittoria finale, vince con fatica per 2-1 sul Togo con i gol di Yaya Touré e Gervinho, agli Eperviers non basta un gol di Jonathan Ayité. Nell'altra partita la Tunisia vince il derby contro l'Algeria grazie ad un gol nel finale di Youssef Msakni. Nella seconda giornata la Costa d'Avorio vince 3-0 sulla Tunisia, mentre Algeria-Togo termina 0-2. Si hanno già due verdetti: la Costa d'Avorio passa il turno come prima e l'Algeria viene eliminata. Nell'ultima giornata, mentre Costa d'Avorio e Algeria pareggiano per 2-2 in una gara ininfluente ai fini della qualificazione, nella sfida Togo-Tunisia i togolesi, pur pareggiando 1-1, hanno la meglio per la classifica avulsa e si qualificano per il turno successivo.

### Quarti di finale
Dopo due giorni di riposo, il 2 febbraio si disputa a Port Elizabeth il primo quarto di finale tra Ghana e Capo Verde; l'incontro, molto avvincente, viene deciso dalla doppietta di Wakaso che porta così le Black Stars in semifinale.
Nell'incontro serale, a Durban, si disputa invece l'incontro tra il Sudafrica e il Mali: al termine dei tempi regolamentari le due squadre si trovano sull'1-1 con i gol di Rantie per i padroni di casa e di Keita per le Aquile. Nei tempi supplementari nessuna ha la meglio, pertanto sono necessari i calci di rigore. Dopo la prima serie la situazione è ancora di parità, le successive parate di Soumbeïla Diakité e l'errore di Majoro aggiudicano la vittoria al Mali che per la seconda edizione consecutiva si qualifica alle semifinali.
Il 3 febbraio invece è il turno di Costa d'Avorio-Nigeria e Burkina Faso-Togo. Nell'incontro pomeridiano le Aquile di Keshi passano in vantaggio a fine primo tempo con Emmanuel Emenike, ma all'inizio della ripresa gli ivoriani trovano il pareggio con Cheik Tioté; i nigeriani reagiscono trovando il gol della vittoria al 78' grazie a Sunday Mba ed eliminano i vice-campioni in carica.
Nell'altro quarto di finale Burkina Faso e Togo non riescono a sbloccare il risultato nei tempi regolamentari. Nei tempi supplementari un gol di Pitroipa al 105' regala al Burkina Faso la qualificazione alle semifinali.

### Semifinali
Il 6 febbraio si giocano le due semifinali. La prima è Nigeria-Mali, partita a senso unico che si conclude con la vittoria della Nigeria per 4-1. Decisivi per i nigeriani Uwa Elderson Echiéjilé, Brown Ideye, Emmanuel Emenike e Ahmed Musa, autori delle quattro reti, di Cheick Diarra il gol della bandiera del Mali.
Nell'altro match a Nelspruit si sfidano Ghana e Burkina Faso. Il primo tempo viene condotto dai ghanesi che al 12' passano in vantaggio con Mubarak Wakaso su rigore. I burkinabè reagiscono trovando il pareggio nel secondo tempo con Aristide Bancé. Non bastano alle due squadre i tempi regolamentari, si va dunque ai supplementari. Il Burkina Faso va in inferiorità numerica dopo l'espulsione per somma di ammonizioni (per simulazione il secondo giallo) di Pitroipa, ma riesce a mantenere il risultato sull'1-1. Ai rigori vincono i burkinabè per 3-2, decisivi gli errori dal dischetto di Vorsah, Clottey e Badu. Per gli Etalons si tratta della prima finale nella loro storia, miglior risultato fino ad allora il quarto posto nella rassegna del 1998 disputata in casa.

### Finale 3º posto
Nella finale per il terzo posto si sfidano per la seconda edizione consecutiva Mali e Ghana. A Port Elizabeth le due squadre si incontrano nuovamente dopo la partita dei gironi, finita 1-0 in favore dei ghanesi. Questa volta le Aquile passano in vantaggio al 28' con Mamadou Samassa su assist di Adama Tamboura e raddoppiano nella ripresa con il capitano Seydou Keita su assist di Ousmane Coulibaly. Al 58' Mubarak Wakaso spreca un'occasione per accorciare le distanze, sbagliando dal dischetto. Il 2-1 arriva all'82' grazie ad un gol da fuori area di Kwadwo Asamoah ma non basta perché nei minuti di recupero Sigamary Diarra chiude la partita, consegnando così alle Aquile ancora una volta la medaglia di bronzo.

### Finale
Al Soccer City di Johannesburg va in scena la finale fra Nigeria e Burkina Faso. Le Super Aquile sono alla loro settima finale mentre gli Stalloni alla prima in un torneo nella loro storia. Gli uomini di Keshi controllano il match ma non riescono a finalizzare fino al 40', quando arriva il gol di Mba che prima supera Koffi con un sombrero e poi conclude al volo. Al rientro in campo i nigeriani cercano di chiudere l'incontro, sfiorando più volte il gol. I burkinabè cercano di costruire qualche palla gol, sfruttando la stanchezza degli avversari ma non riescono a concretizzare. Con l'ingresso di Musa, la Nigeria crea diverse occasioni che però non vanno a buon fine. L'incontro termina così sull'1-0, consegnando alle Super Aquile il terzo titolo continentale. La vittoria arriva diciannove anni dopo quella di Tunisia 1994, anno in cui il trofeo fu alzato dall'attuale commissario tecnico.

## Fase finale

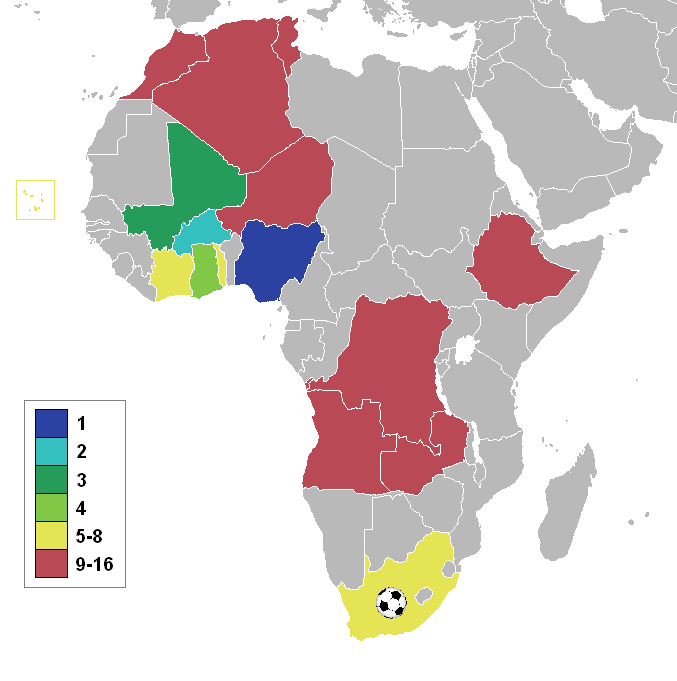
Piazzamenti delle nazionali a Sudafrica 2013

Il calendario della manifestazione è stato annunciato l'8 settembre 2012.

### Fase a gironi
Le prime due nazionali classificate di ogni raggruppamento accedono alla fase a eliminazione diretta. Nel caso in cui due o più nazionali avessero lo stesso numero di punti in classifica, il loro posizionamento sarà determinato, nell'ordine, dai seguenti parametri:
1. maggiore numero di punti negli scontri diretti tra le squadre interessate (classifica avulsa);
2. migliore differenza reti negli scontri diretti tra le squadre interessate (classifica avulsa);
3. maggiore numero di reti segnate negli scontri diretti tra le squadre interessate (classifica avulsa);
4. migliore differenza reti globale;
5. maggiore numero di reti segnate globale;
6. fair play: conteggio dei cartellini gialli e rossi ricevuti;
7. sorteggio da parte del comitato CAF.

#### Gruppo A

##### Classifica
| Pos. | Squadra    | Pt | G | V | N | P | GF | GS | DR |
| ---- | ---------- | -- | - | - | - | - | -- | -- | -- |
| 1.   | Sudafrica  | 5  | 3 | 1 | 2 | 0 | 4  | 2  | +2 |
| 2.   | Capo Verde | 5  | 3 | 1 | 2 | 0 | 3  | 2  | +1 |
| 3.   | Marocco    | 3  | 3 | 0 | 3 | 0 | 3  | 3  | 0  |
| 4.   | Angola     | 1  | 3 | 0 | 1 | 2 | 1  | 4  | −3 |

##### Risultati
| Johannesburg 19 gennaio 2013, ore 18:00 UTC+2 Incontro 1 | Sudafrica | 0 – 0 referto | Capo Verde | FNB Stadium (50 000 spett.)\| Arbitro: \| Haimoudi \| |
| Arbitro:                                                 | Haimoudi  |               |            |                                                       |

| Johannesburg 19 gennaio 2013, ore 21:00 UTC+2 Incontro 2 | Angola | 0 – 0 referto | Marocco | FNB Stadium (25 000 spett.)\| Arbitro: \| Diatta \| |
| Arbitro:                                                 | Diatta |               |         |                                                     |

| Arbitro: | Coulibaly |

|                         |           |  |
| Sangweni 30’ Majoro 62’ | Marcatori |  |

| Arbitro: | Sikazwe |

|              |           |             |
| El-Arabi 78’ | Marcatori | 36’ Platini |

| Arbitro: | Gassama |

|                         |           |                           |
| El Adoua 10’ Hafidi 82’ | Marcatori | 71’ Mahlangu 86’ Sangweni |

| Arbitro: | Jedidi |

|                          |           |                  |
| F. Varela 81’ Héldon 90’ | Marcatori | 33’ (aut.) Nando |

#### Gruppo B

##### Classifica
| Pos. | Squadra      | Pt | G | V | N | P | GF | GS | DR |
| ---- | ------------ | -- | - | - | - | - | -- | -- | -- |
| 1.   | Ghana        | 7  | 3 | 2 | 1 | 0 | 6  | 2  | +4 |
| 2.   | Mali         | 4  | 3 | 1 | 1 | 1 | 2  | 2  | 0  |
| 3.   | RD del Congo | 3  | 3 | 0 | 3 | 0 | 3  | 3  | 0  |
| 4.   | Niger        | 1  | 3 | 0 | 1 | 2 | 0  | 4  | −4 |

##### Risultati
| Arbitro: | Bennett |

|                      |           |                              |
| Badu 40’ Asamoah 50’ | Marcatori | 53’ Mputu 69’ (rig.) Mbokani |

| Arbitro: | Jedidi |

|           |           |  |
| Keita 84’ | Marcatori |  |

| Arbitro: | Doue |

|                   |           |  |
| Wakaso 38’ (rig.) | Marcatori |  |

| Port Elizabeth 24 gennaio 2013, ore 20:00 UTC+2 Incontro 12 | Niger     | 0 – 0 referto | RD del Congo | Nelson Mandela Bay Stadium (12 000 spett.)\| Arbitro: \| El Ahrach \| |
| Arbitro:                                                    | El Ahrach |               |              |                                                                       |

| Arbitro: | Diatta |

|  |           |                           |
|  | Marcatori | 6’ Gyan 23’ Atsu 50’ Boye |

| Arbitro: | Haimoudi |

|                   |           |             |
| Mbokani 3’ (rig.) | Marcatori | 14’ Samassa |

#### Gruppo C

##### Classifica
| Pos. | Squadra      | Pt | G | V | N | P | GF | GS | DR |
| ---- | ------------ | -- | - | - | - | - | -- | -- | -- |
| 1.   | Burkina Faso | 5  | 3 | 1 | 2 | 0 | 5  | 1  | +4 |
| 2.   | Nigeria      | 5  | 3 | 1 | 2 | 0 | 4  | 2  | +2 |
| 3.   | Zambia       | 3  | 3 | 0 | 3 | 0 | 2  | 2  | 0  |
| 4.   | Etiopia      | 1  | 3 | 0 | 1 | 2 | 1  | 7  | −6 |

##### Risultati
| Arbitro: | Otogo-Castane |

|               |           |           |
| Mbesuma 45+3’ | Marcatori | 65’ Adane |

| Arbitro: | Benouza |

|             |           |                  |
| Emenike 23’ | Marcatori | 90+4’ Al. Traoré |

| Arbitro: | Grisha |

|                   |           |             |
| Mweene 85’ (rig.) | Marcatori | 57’ Emenike |

| Arbitro: | Camille |

|                                              |           |  |
| Al. Traoré 34’, 74’ D. Koné 79’ Pitroipa 90’ | Marcatori |  |

| Nelspruit 29 gennaio 2013, ore 19:00 UTC+2 Incontro 21 | Burkina Faso | 0 – 0 referto | Zambia | Mbombela Stadium (8 000 spett.)\| Arbitro: \| Alioum \| |
| Arbitro:                                               | Alioum       |               |        |                                                         |

| Arbitro: | El Ahrach |

|  |           |                              |
|  | Marcatori | 80’ (rig.), 90’ (rig.) Moses |

#### Gruppo D

##### Classifica
| Pos. | Squadra        | Pt | G | V | N | P | GF | GS | DR |
| ---- | -------------- | -- | - | - | - | - | -- | -- | -- |
| 1.   | Costa d'Avorio | 7  | 3 | 2 | 1 | 0 | 7  | 3  | +4 |
| 2.   | Togo           | 4  | 3 | 1 | 1 | 1 | 4  | 3  | +1 |
| 3.   | Tunisia        | 4  | 3 | 1 | 1 | 1 | 2  | 4  | −2 |
| 4.   | Algeria        | 1  | 3 | 0 | 1 | 2 | 2  | 5  | −3 |

##### Risultati
| Arbitro: | Alioum |

|                          |           |              |
| Y. Touré 8’ Gervinho 88’ | Marcatori | 45’ J. Ayité |

| Arbitro: | Gassama |

|            |           |  |
| Msakni 90’ | Marcatori |  |

| Arbitro: | Seechurn |

|                                        |           |  |
| Gervinho 21’ Y. Touré 87’ Ya Konan 90’ | Marcatori |  |

| Arbitro: | Nampiandraza |

|  |           |                         |
|  | Marcatori | 32’ Adebayor 90+4’ Wome |

| Arbitro: | Otogo-Castane |

|                                 |           |                     |
| Feghouli 64’ (rig.) Soudani 70’ | Marcatori | 77’ Drogba 80’ Bony |

| Arbitro: | Bennett |

|           |           |                    |
| Gakpé 13’ | Marcatori | 29’ (rig.) Mouelhi |

### Fase a eliminazione diretta

#### Tabellone
|  | Quarti di finale                 | Quarti di finale            |                                 |       | Semifinali                | Semifinali                |  |  | Finale                           | Finale |
|  |                                  |                             |                                 |       |                           |                           |  |  |                                  |        |
|  | Durban - 2 febbraio 2013         |                             |                                 |       |                           |                           |  |  |                                  |        |
|  |                                  |                             |                                 |       |                           |                           |  |  |                                  |        |
|  | 1A. Sudafrica                    | 1 (1)                       |                                 |       |                           |                           |  |  |                                  |        |
|  | 1A. Sudafrica                    | 1 (1)                       | Durban - 6 febbraio 2013        |       |                           |                           |  |  |                                  |        |
|  | 2B. Mali (dtr)                   | 1 (3)                       |                                 |       |                           |                           |  |  |                                  |        |
|  | 2B. Mali (dtr)                   | 1 (3)                       | Mali                            | 1     |                           |                           |  |  |                                  |        |
|  | Rustenburg - 3 febbraio 2013     |                             | Mali                            | 1     |                           |                           |  |  |                                  |        |
|  |                                  | Nigeria                     | 4                               |       |                           |                           |  |  |                                  |        |
|  | 1D. Costa d'Avorio               | Nigeria                     | 4                               | 1     |                           |                           |  |  |                                  |        |
|  | 1D. Costa d'Avorio               |                             | Johannesburg - 10 febbraio 2013 | 1     |                           |                           |  |  |                                  |        |
|  | 2C. Nigeria                      | 2                           |                                 |       |                           |                           |  |  |                                  |        |
|  | 2C. Nigeria                      | 2                           | Nigeria                         | 1     |                           |                           |  |  |                                  |        |
|  | Nelspruit - 3 febbraio 2013      |                             | Nigeria                         | 1     |                           |                           |  |  |                                  |        |
|  |                                  | Burkina Faso                | 0                               |       |                           |                           |  |  |                                  |        |
|  | 1C. Burkina Faso                 | Burkina Faso                | 0                               | 1     |                           |                           |  |  |                                  |        |
|  | 1C. Burkina Faso                 | Nelspruit - 6 febbraio 2013 |                                 | 1     |                           |                           |  |  |                                  |        |
|  | 2D. Togo                         | 0                           |                                 |       |                           |                           |  |  |                                  |        |
|  | 2D. Togo                         | 0                           | Burkina Faso (dtr)              | 1 (3) | Finale per il terzo posto | Finale per il terzo posto |  |  |                                  |        |
|  | Port Elizabeth - 2 febbraio 2013 |                             | Burkina Faso (dtr)              | 1 (3) | Finale per il terzo posto | Finale per il terzo posto |  |  |                                  |        |
|  |                                  | Ghana                       | 1 (2)                           |       |                           |                           |  |  |                                  |        |
|  | 1B. Ghana                        | Ghana                       | 1 (2)                           | 2     | Mali                      | 3                         |  |  |                                  |        |
|  | 1B. Ghana                        |                             |                                 | 2     | Mali                      | 3                         |  |  |                                  |        |
|  | 2A. Capo Verde                   | 0                           |                                 | Ghana | 1                         |                           |  |  |                                  |        |
|  | 2A. Capo Verde                   | 0                           |                                 |       | 1                         |                           |  |  |                                  |        |
|  |                                  |                             |                                 |       |                           |                           |  |  | Port Elizabeth - 9 febbraio 2013 |        |
|  |                                  |                             |                                 |       |                           |                           |  |  |                                  |        |

#### Quarti di finale
| Arbitro: | Seechurn |

|                          |           |  |
| Wakaso 54’ (rig.), 90+4’ | Marcatori |  |

| Arbitro: | Alioum |

|                                   |                      |                             |
| Rantie 31’                        | Marcatori            | 58’ Keita                   |
| Tshabalala Furman Mahlangu Majoro | Tiri di rigore 1 – 3 | Diabaté Tamboura Ma. Traoré |

| Arbitro: | Haimoudi |

|           |           |                     |
| Tioté 50’ | Marcatori | 43’ Emenike 78’ Mba |

| Arbitro: | Diatta |

|               |           |  |
| Pitroipa 105’ | Marcatori |  |

#### Semifinali
| Arbitro: | Gassama |

|               |           |                                              |
| C. Diarra 75’ | Marcatori | 25’ Echiéjilé 30’ Ideye 44’ Emenike 60’ Musa |

| Arbitro: | Jedidi |

|                                |                      |                                |
| Bancé 60’                      | Marcatori            | 12’ (rig.) Wakaso              |
| Koné H. Traoré Koulibaly Bancé | Tiri di rigore 3 – 2 | Vorsah Atsu Afful Clottey Badu |

#### Finale 3º posto
| Arbitro: | Otogo-Castane |

|                                       |           |             |
| Samassa 21’ Keita 48’ S. Diarra 90+4’ | Marcatori | 82’ Asamoah |

#### Finale
| Arbitro: | Haimoudi |

|         |           |  |
| Mba 40’ | Marcatori |  |

## Statistiche
4 reti
- Mubarak Wakaso
- Emmanuel Emenike

3 reti
- Alain Traoré
- Seydou Keita

2 reti
- Jonathan Pitroipa
- Gervinho
- Yaya Touré
- Kwadwo Asamoah
- Mamadou Samassa
- Sunday Mba
- Victor Moses
- Dieumerci Mbokani
- Siyabonga Sangweni

1 rete
- Sofiane Feghouli
- El Arbi Hillel Soudani
- Djakaridja Koné
- Aristide Bancé
- Héldon
- Platini
- Fernando Varela
- Wilfried Bony
- Didier Drogba
- Cheik Tioté
- Didier Ya Konan
- Adane Girma

- Christian Atsu
- Emmanuel Agyemang-Badu
- John Boye
- Asamoah Gyan
- Cheick Diarra
- Sigamary Diarra
- Issam El Adoua
- Youssef El-Arabi
- Abdelilah Hafidi
- Uwa Elderson Echiéjilé
- Brown Ideye
- Ahmed Musa

- Trésor Mputu
- May Mahlangu
- Lehlohonolo Majoro
- Tokelo Rantie
- Emmanuel Adebayor
- Jonathan Ayité
- Serge Gakpé
- Dové Wome
- Khaled Mouelhi
- Youssef Msakni
- Collins Mbesuma
- Kennedy Mweene

Autoreti
- Nando (1, pro  Angola)

## Premi
La sera della finale per il 1º posto, conclusa la partita, la CAF ha reso noti i premi assegnati ai calciatori.
- Miglior giocatore del torneo:  Jonathan Pitroipa
- Capocannoniere del torneo:  Emmanuel Emenike
- Premio Fair Play - giocatore:  Victor Moses
- Miglior gol del torneo:  Youssef Msakni
- Squadra del torneo:[23]

| Portieri        | Difensori                     | Centrocampisti                                                            | Attaccanti                    |
| --------------- | ----------------------------- | ------------------------------------------------------------------------- | ----------------------------- |
| Vincent Enyeama | Bakary Koné Nando Efe Ambrose | Jonathan Pitroipa Mubarak Wakaso Seydou Keita John Obi Mikel Victor Moses | Asamoah Gyan Emmanuel Emenike |